# Wunder King
«Wunder King» — песня российского хип-хоп-исполнителя Элджея, выпущенная 27 февраля 2021 года в качестве сингла. Данная композиция была спродюсирована российским видеоблогером и музыкальным продюсером Slava Marlow.

## Видеоклип
Релиз видеоклипа на трек состоялся 27 февраля 2021 года на официальном YouTube-канале Элджея, в день выхода сингла. Музыкальное видео сделано по мотивам мобильной онлайн-игры Garena Free Fire и выпущено в рамках масштабной коллаборации с этой игрой, получившей название «Sayonara Boy». В честь этого события можно было получить бесплатного игрового персонажа по имени Широ, выступившего в клипе в роли напарника рэп-исполнителя. Режиссёром видеоработы выступил Gex.

## Отзывы
Владислав Шеин, корреспондент сайта российского музыкального канала ТНТ Music, наименовал композицию «непривычным, но громким субботним дропом» и отметил, что в нём рэпер «вполне заслуженно» хвастается своей «дерзкой» харизмой, силу которой сравнивает с огнестрельным оружием. Руслан Тихонов, ещё один обозреватель того же портала, сделал акцент на «броские» строки, которые напоминают о «былой славе» Элджея, приведя в пример строчку «кончил прямо в сердце». Редакция веб-сайта Канобу обратила внимание на гоночные аллюзии видеоклипа и заявила, что в одной из сцен Элджей предстал в классической гоночной куртке №24 чемпиона NASCAR Джеффа Гордона, а в тексте Элджей упоминает команды Феррари и Макларен.

## Чарты
| Чарт (2021)            | Высшая позиция |
| ---------------------- | -------------- |
| Россия (YouTube Music) | 2              |